# Savaraq
Savaraq (persiska: سورق) är en ort i Iran.   Den ligger i provinsen Östazarbaijan, i den nordvästra delen av landet, 400 km nordväst om huvudstaden Teheran. Savaraq ligger 1 461 meter över havet och antalet invånare är 172.
Terrängen runt Savaraq är kuperad åt sydväst, men åt nordost är den bergig. Terrängen runt Savaraq sluttar norrut. Runt Savaraq är det ganska glesbefolkat, med 40 invånare per kvadratkilometer. Närmaste större samhälle är Kamanbān, 5,9 km norr om Savaraq. Trakten runt Savaraq består i huvudsak av gräsmarker.